# Verdrijving van Duitsers na de Tweede Wereldoorlog

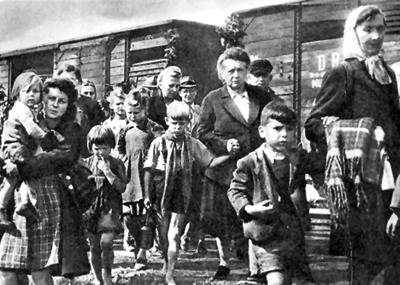
Duitsers worden in goederenwagens gedeporteerd uit het Sudetenland. De meeste mannen waren toen in Sovjet-krijgsgevangenschap en de achtergeblevenen werden geïnterneerd of op de vlucht gejaagd. Daartoe droeg geweld door Tsjechische milities bij, zoals de razzia en moord op bewoners van onder meer Aussig an der Elbe in Bohemen.

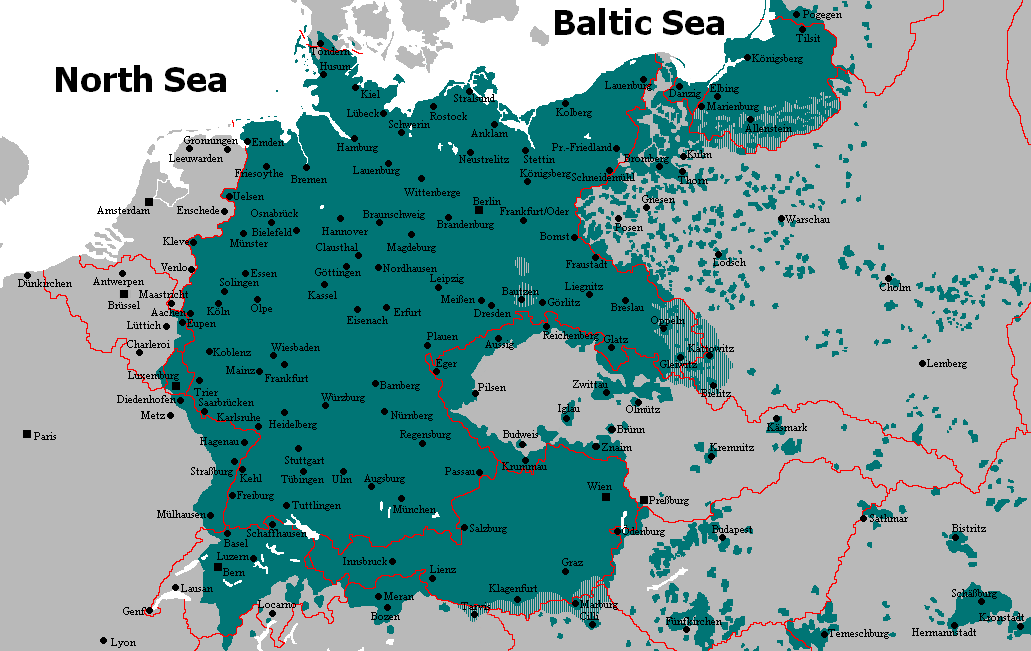
Duitstalige bevolking tot ca. 1945 op basis van volkstellingsgegevens uit 1910. Staatsgrenzen zijn aangegeven zoals zij bestonden van 1918 tot 1936.

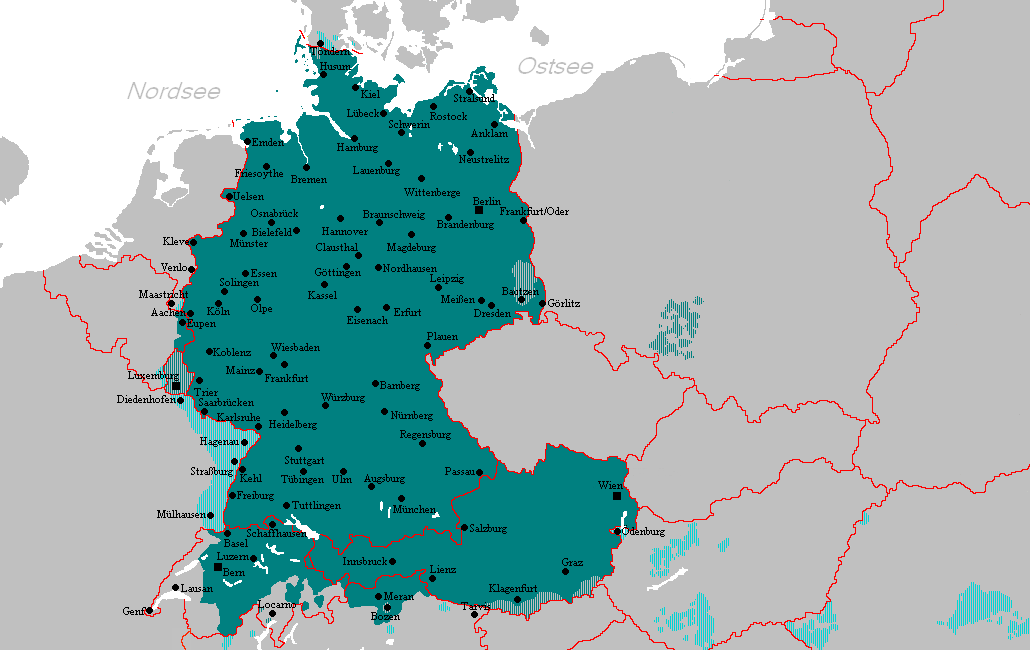
Het huidige Duitse taalgebied in Centraal-Europa

De verdrijving van Duitsers na de Tweede Wereldoorlog was de etnische zuivering van Duitse staatsburgers uit de oostelijke provincies van Duitsland, die in 1945 aan het einde van de Tweede Wereldoorlog in Europa door Polen en de Sovjet-Unie zijn geannexeerd. Ook in andere delen van Midden- en Oost-Europa werden Duitsers verdreven. Tussen 1945 en 1949 vonden etnische zuiveringen van Duitstalige minderheden plaats, dat wil zeggen Volksduitsers, uit de Sovjet-Unie, Tsjecho-Slowakije, Roemenië, Hongarije en Joegoslavië.
De verdrevenen worden in Duitsland aangeduid als Heimatvertriebene ongeacht of zij zijn gevlucht dan wel gedeporteerd. In de discussie over de verdrijving worden door sommige onderzoekers, met name in Polen en Tsjechië, degenen uitgezonderd die op georganiseerde wijze door de Duitse autoriteiten, voor de komst van het Sovjet-leger, westwaarts werden gevoerd, per trein of schip. Zij zouden zijn geëvacueerd. In werkelijkheid kwam van deze evacuatie weinig terecht doordat tijdens de snelle opmars van het Sovjet-leger deze bevolkingstransporten werden gebombardeerd of getorpedeerd. Velen die dat overleefden waren onderschept en keerden terug in de richting van hun woonplaatsen. Vervolgens werden zij geïnterneerd in afwachting van hun uitwijzing. Precieze getallen daarover zijn niet te reconstrueren en de relevantie van het maken van een dergelijk onderscheid is overigens klein in het licht van de overeenkomstige lotgevallen van de betrokkenen. Uiteindelijk kwam de grote meerderheid van de verdrevenen gedwongen over de, deels nieuwe, staatsgrenzen die onder Sovjet, Pools en Tsjechisch gezag, sinds 1945 tot op heden gelden.

## Inleiding

Hoofddistributiegebieden van de Duitse taal in Europa.

De verdrijving van minstens 12 miljoen Duitsers vond voornamelijk plaats tussen 1945 en 1949. De dodelijke slachtoffers die onder hen vielen ten gevolge van de, bijna altijd met geweld of intimidatie afgedwongen, verdrijving worden in aantal geschat tussen 300.000 en 2,5 miljoen. Het grote verschil in schattingen is er deels op terug te voeren of men alleen de standrechtelijke executies en moordpartijen daartoe rekent, of er ook de door oorlogsgeweld, honger, uitputting en ziekte omgekomenen bij telt. Sommigen rekenen er ook de Duitse militairen uit de betrokken gebieden die vanaf de herfst 1944 zijn omgekomen toe en hun dood is geen gevolg van de verdrijving als zodanig. De in krijgsgevangenschap gestorven militairen zijn evenmin in strikte zin slachtoffers van verdrijving. Tijdens hun vlucht naar het westen en in afwachting van hun uitwijzing, internering in arbeidskampen hebben in alle landen van Midden-Europa en de Sovjet-Unie, velen het leven gelaten. Vast staat dat van de Duitse staatsburgers in de geannexeerde provincies en van de Volksduitsers die als minderheden in de landen van Midden- en Oost-Europa woonden, er in 1950 2,5 miljoen niet meer als levend geregistreerd stonden. Dit aantal werd met een vijfde verlaagd tot 2 miljoen toen in de loop van de jaren vijftig grote groepen Duitse dwangarbeiders en krijgsgevangenen uit de Sovjet-Unie naar Duitsland werden uitgewezen, waarvan een half miljoen afkomstig was uit de verdrijvingsgebieden.
De exil-regeringen van Tsjecho-Slowakije en Polen, besloten in de eindfase van de Tweede Wereldoorlog tot het massaal uitwijzen van Duitsers uit het Tsjecho-Slowaakse en Poolse staatsgebied, respectievelijk in de van Duitsland te annexeren provincies. In het Engelse parlement was daarvoor instemming, al was toen nog niet geheel duidelijk welke gebieden van Duitsland onder die, met name Poolse, annexaties zouden vallen. De Verenigde Staten waren in dit opzicht het meest behoudend en wilden Neder-Silezië en het grootste deel van Pommeren niet door Polen laten annexeren. Alle geallieerden vonden verdrijvingen uit de annexaties noodzakelijk om te zorgen voor etnische en nationale homogeniteit en om territoriale aanspraken door Duitsland op deze gebieden in de toekomst te voorkomen. Ook de andere staten zouden zich mogen ontdoen van Duitstalige minderheden om op die wijze hun nationale homogeniteit na de oorlog te kunnen versterken. Naar de woorden van Churchill was juist de heterogeniteit van de Midden-Europese staten een aanleiding geweest voor het doen uitbreken van de Tweede Wereldoorlog door Duitsland en Italië en hun bondgenoten Hongarije, Slowakije en Roemenië. Pas op 10 december 1948, dus nadat de verdrijvingen hadden plaatsgevonden, werd de Universele Verklaring van de Rechten van de Mens, al in 1945 opgesteld, geratificeerd door de betrokken staten. In deze tot op heden geldende verklaring is bepaald dat vluchtelingen en verdrevenen het recht hebben om terug te keren naar de staat die zij verlaten hebben. De betrokken staten stellen dat dit principe pas als geldend beschouwd kan worden vanaf het moment dat de ratificatie plaatsvond. Formeel juridische vragen blijven onopgelost: wordt met 'terugkeer naar de staat', het staatsgebied bedoeld ten tijde van de bevolkingsverdrijving of (ook) de daarmee in verband staande en door de betrokken staat nadien geannexeerde gebieden. De formeel juridische kwestie is vervolgens: kunnen de ca. negen miljoen Duitsers die tussen 1945 en 1948 hun woongebieden verlieten die tot maart 1945 als Duits staatsgebied golden, en daarna als Pools of Russisch, Duits staatsgebied hebben verlaten of verlieten zij Pools dan wel Russisch staatsgebied. En zijn zij dan in dat laatste geval vreemdelingen, die 'uitgewezen' werden naar hun eigen staatsgebied, zonder recht te behouden op terugkeer.
Toen de Sovjet-Unie met haar troepen de Oder en de Neisse had overschreden, werden deze rivieren de nieuwe westgrens van Polen nadat het burgerlijke gezag door de Sovjets tot aan de rivier werd overgedragen aan Poolse autoriteiten. Vervolgens is een groot deel (90%) van de bijna tien miljoen Duitse staatsburgers dat ten oosten van deze rivieren woonde, voor zover al niet sinds januari 1945 tot aan de Conferentie van Potsdam op de vlucht, tot aan 1949 uitgewezen. Kleinere groepen die voor de wederopbouw en de instandhouding van de industrie nodig waren werden pas in de loop van de jaren vijftig uitgewezen naar de DDR. Daarnaast zijn eveneens meer dan 90% van de Duitstalige (etnische of wel Volksduitsers) minderheden in Polen (in zijn vooroorlogse omvang), Tsjecho-Slowakije (de Sudeten-Duitsers) en Joegoslavië gevlucht of uitgewezen. Hongarije en Roemenië mochten de helft van hun Duitstalige minderheden uitwijzen en de Sovjet-Unie hield er na de vlucht van honderdduizenden de helft achter, die zij niet wilde uitwijzen maar naar Siberië of Kazachstan deporteerde (Sovjet-Duitsers). Terwijl in 1944 in de genoemde landen nog 8,5 miljoen Volksduitsers woonden, was in 1950 het totale aantal etnische Duitsers dat nog steeds in Oost-Europa woonde gedaald tot 2,6 miljoen, waarvan de meesten in de Sovjet-Unie. In veel Engelstalige literatuur worden de aantallen uitgewezenen gereduceerd omdat men zich op het standpunt stelt dat alleen de door de Conferentie van Potsdam geautoriseerde aantallen genoemd moeten worden. De werkelijkheid was echter anders. In Potsdam wisten de Geallieerden namelijk niet hoeveel Duitsers er nog aanwezig waren, en werd uitgegaan van oncontroleerbare getalsopgaven door de Sovjet-autoriteiten. Bovendien werd aan de reeds gevluchten het recht ontzegd om terug te keren, en zo werden zij op deze formele grond niet als 'verdreven' beschouwd, maar als op eigen gezag vertrokken migranten.
In Duitsland en Oostenrijk vormden de vluchtelingen die Heimatvertriebenen genoemd werden een belangrijke maatschappelijke groep. In de Bondsrepubliek leefden er rond 1950 7,7 miljoen, in de DDR 3,9 miljoen en in Oostenrijk 0,4 miljoen. Alleen in de Bondsrepubliek mochten zij zich organiseren en bestond er enige tijd ook een politieke partij, de Gesamtdeutscher Block/Bund der Heimatvertriebenen und Entrechteten. Het Wirtschaftswunder was de basis waarop zij in de Bondsrepubliek hun vluchtelingenkampen hebben kunnen verlaten en zich konden integreren. Overal in de Bondsrepubliek ontstonden toen voor hen gebouwde nieuwe woonwijken bij dorpen en steden. Wijken die aan de naamgeving, ook van hun straten, nog als zodanig herkenbaar zijn. Lange tijd behielden de 'Heimatvertriebenen' een aanzienlijke politieke invloed met name in de gevestigde partijen (CDU/CSU en SPD). In de DDR was het hen verboden zich in organisaties met elkaar te verbinden, en werd stilzwijgende integratie van staatswege verplicht gesteld. Tot op de dag van vandaag organiseren zij en ook hun nakomelingen zich in verschillende zogeheten Landsmannschaften. Hun invloed daalde sinds de jaren zestig aanzienlijk doordat het onderwerp van de verdrijving in de Bondsrepubliek niet langer politiek correct werd geacht en in de DDR geheel buiten de orde was gesteld.

## Redenen en rechtvaardiging van de verdrijvingen
Vanwege de complexe geschiedenis van de regio en de verschillen tussen de betrokken landen in (Centraal-)Europa is het moeilijk een eenduidige reden te noemen voor de verdrijvingen. Hieronder worden enkele mogelijke overwegingen opgesomd. Dit is dus geen volledige lijst.

### Verlangen naar de totstandkoming van staten zonder minderheden

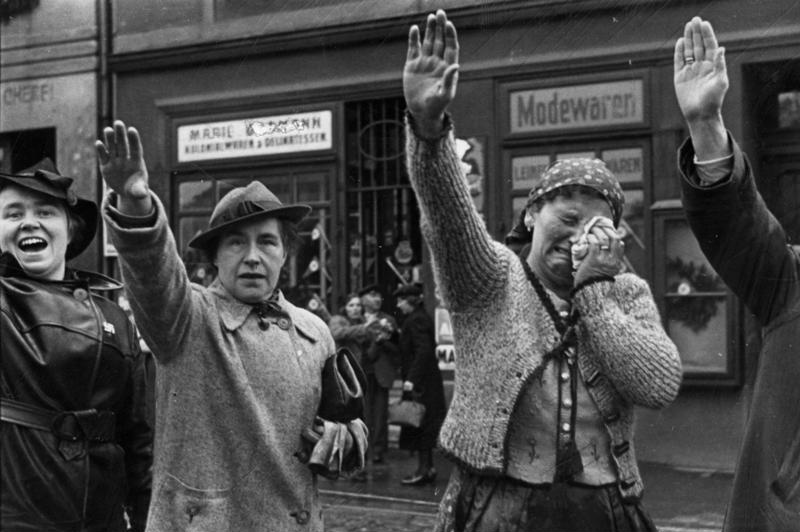
Duitse burgers in Sudetenland verwelkomen met de Hitlergroet de Duitse troepen die er in 1938 binnentrekken

Door het Poolse en Tsjechische volk werd al langer geprobeerd de expansie van de Duitsers in oostelijke richting tegen te gaan. De Tsjechen waren er, na de annexatie van een deel hun land (het Sudetenland) door Nazi-Duitsland, van overtuigd dat er zonder etnische homogeniteit weinig kans op nationale stabiliteit zou zijn. Dat Duitsland in de oorlog verslagen was, bood Tsjecho-Slowakije de gelegenheid deze homogeniteit te creëren door zijn minderheden te verdrijven. Niet alleen de Sudeten-Duitsers maar ook de Hongaren, wonend in het zuiden van Slowakije, werden gedwongen te verdwijnen. Hetzelfde gebeurde in andere landen, omdat men minderheden vreesde als de oorzaak van blijvende politieke onrust.
Een reden om te verlangen naar staten zonder minderheden, was het voorkomen van etnisch geweld. Hierover zei Winston Churchill op 15 december 1944 in het Britse Lagerhuis: "Expulsion is the method which, so far as we have been able to see, will be the most satisfactory and lasting. There will be no mixture of populations to cause endless trouble... A clean sweep will be made." Vrij vertaald vanuit het Engels komt dit erop neer dat Churchill redeneerde: "Verdrijving is de methode die, zoals we hebben kunnen zien, het meest bevredigend en blijvend zal zijn.  Er zal geen vermenging van bevolkingen zijn die eindeloos problemen veroorzaken. Er moet schoon schip worden gemaakt." Met andere woorden: de naties moeten in het nieuwe en vreedzame Europa nationaal homogeen zijn om een staat te kunnen dragen en om elkaar te kunnen verdragen.

### De voorkoming van eventuele toekomstige territoriale aanspraken van Duitsland
Door het verdrijven van de etnische Duitsers uit de andere landen, zoals Polen en Tsjecho-Slowakije, zou er in de toekomst geen basis meer bestaan voor Duitsland om de betreffende gebieden op te eisen. Op deze manier zou een herhaling van de gebeurtenissen zoals de annexatie van Sudetenland voorkomen worden. De nationaalsocialisten hadden dat gebied opgeëist, omdat het bewoond werd door een etnisch Duitse meerderheid. In de betreffende, in 1938 geannexeerde, Sudeten-Duitse gebieden vormden Duitsers namelijk een grote meerderheid (95% in 1919 en 85% in 1938).

## Verdrijving per land

### Duitsland ten oosten van de Oder-Neissegrens

Territoriale verliezen van Duitsland van 1919-1946

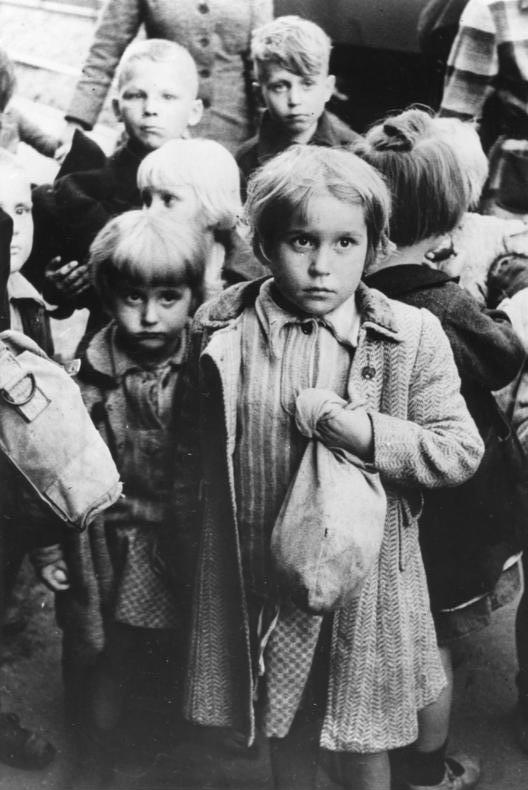
Duitse kinderen uit de in 1945 door Polen geannexeerde provincies

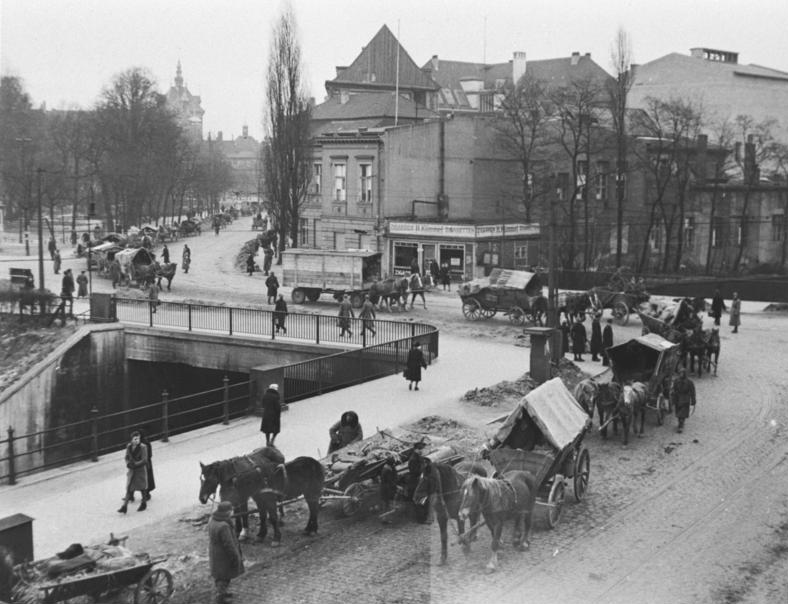
Vluchtelingen verlaten Danzig vóór de vernietiging van deze stad door de Sovjet-artillerie.

Op de Conferentie van Jalta besloten de geallieerde leiders de ten oosten van de Oder-Neissegrens gelegen Duitse provincies en gebieden tot Pools of Sovjet-Russisch grondgebied te maken. Het grootste deel werd toegewezen aan Polen, terwijl de Sovjet-Unie het noorden van Oost-Pruisen annexeerde om met de belangrijke haven van Königsberg haar greep op de Oostzee te kunnen verstevigen. Vanaf 1944 sloegen miljoenen Duitsers op de vlucht voor het oprukkende Rode Leger. Zij begaven zich lopend of met paard en wagen westwaarts in een zeer zware winter met temperaturen onder de -20 °C. Deze vlucht kostte velen het leven. Als Sovjet-legereenheden de vluchtelingen inhaalden of hen bombardeerden, overleefden velen dat niet. Slechts tussen de drie en vier miljoen kwamen in deze eerste fase levend over de Oder en de Neisse. Toen zij na de verovering van Berlijn en de ineenstorting van het nazi-regime wilden terugkeren, werd dat geblokkeerd door Poolse milities en Sovjet-troepen die zich inmiddels langs de Oder en de Neisse hadden geïnstalleerd. De achtergeblevenen- tussen de vijf en zes miljoen - werden vervolgens geïnterneerd. De meeste geïnterneerden werden in de volgende twee jaren naar het westen gedeporteerd. Een miljoen van hen werd als dwangarbeider naar de Sovjet-Unie gedeporteerd. Daarvan overleefde een op de drie en zij werden in de loop van de jaren vijftig naar Duitsland uitgewezen. Na de eerste drie tot vier miljoen vluchtelingen in 1945, zijn tot aan 1951 nog eens evenveel die onder Pools en Russisch gezag achtergebleven waren, naar Duitsland gedeporteerd, maar hun leefomstandigheden waren in afwachting daarvan zodanig slecht dat tijdens hun internering en ook tijdens de deportaties toch nog vele slachtoffers vielen. In totaal kwamen tussen 1944 en 1951 1.225.000 Duitse staatsburgers in de oostelijke annexatiegebieden onder Pools en Sovjet-gezag om het leven. Polen en Tsjecho-Slowakije erkenden alleen diegenen als slachtoffer die doelbewust door hun nationale milities en na processen of standrechtelijk zijn geëxecuteerd. In Tsjecho-Slowakije zouden dat er 30.000 geweest zijn. Het totaal aantal omgekomenen - militairen, krijgsgevangenen en dwangarbeiders inbegrepen - lag maximaal tien maal zo hoog, dat wil zeggen op 300.000. De discussie over de aantallen wordt bemoeilijkt door een propagandistische benadering in de eerste twintig jaar na de gebeurtenissen. Van Duitse zijde werden aantallen gemaximaliseerd door de bijtelling van militaire slachtoffers en van burgerslachtoffers van oorlogsgeweld dat niet direct met hun verdrijving in verband stond. Daarna leidde het hanteren van minimaliserende definities van Poolse en Tsjechische onderzoekers tot veel lagere aantallen waarin degenen die vluchtten voor de Sovjet-troepen en de slachtoffers van geweld en verwaarlozing na de inbezitneming van de betrokken gebieden door Sovjet-troepen en Poolse en Tsjechische milities niet opgenomen waren.
De verdrijving betrof de bevolking van de voormalige Duitse provincies Oost-Pruisen, Pommeren, Silezië, Neumark (Brandenburg, voor het deel beoosten de Oder), Saksen, voor het deel beoosten de Neisse, Oost-Pruisen, alsmede West-Pruisen, het Memelland en Danzig die tot 1919 en na 1939 opnieuw tot het Duitse Rijk behoorden.
Men dient deze gebieden niet te verwarren met wat na 1950 werd aangeduid als Oost-Duitsland, namelijk de DDR. Ca. 3,5 miljoen Duitse burgers die tussen 1945 en 1950 uit de Sovjet-bezettingszone resp. na 1950 uit de DDR naar het westen vluchtten, zijn daarom in onderstaande tabel niet opgenomen, omdat het hier geen verdrijving op etnische of nationale gronden maar een politiek gemotiveerde vlucht en een intern Duitse migratie betrof. Overigens bevonden zich onder de vluchtelingen uit de DDR ook veel voormalige vluchtelingen uit de betrokken geannexeerde gebieden.
Uit geheel Polen stroomden nieuwe bewoners naar de ontruimde annexatiegebieden, maar vooral uit de Poolse oostelijke provincies, die Polen aan de Sovjet-Unie moest afstaan en van waaruit de Poolse bevolking werd verdreven. In de "Herwonnen Gebieden", zoals deze territoria door de propaganda van Polen genoemd werden, begonnen Poolse milities vanaf voorjaar 1945 met het uitdrijven van de Duitse bevolking. Ook de katholieke geestelijkheid, die in kloostergemeenschappen niet uitgezonderd, werd op Pools aartsbisschoppelijk gezag uitgewezen. Daarbij werd verwezen naar opdrachten van het Vaticaan, die echter nooit uitgevaardigd waren. Doordat de opvangcapaciteiten in het westen overbelast raakten, moesten velen enige tijd in interneringskampen opgesloten worden voordat ze werden toegelaten. Daar waar in enkele van deze gebieden voor de oorlog nog een Poolstalige minderheid bestaan had, zoals in Opper-Silezië, en het zuiden van Oost-Pruisen (Mazoerië), mochten deze tweetalige Duitse staatsburgers – ongeveer een miljoen –in principe een aanvraag indienen tot verwerving van het Poolse staatsburgerschap. Dit kon pas ingewilligd worden na een taaltest, na politiek antecedentenonderzoek en na een verplichtende verklaring dat men de Poolse nationaliteit wilde aanvaarden en zich zou gaan onthouden van het gebruik van de Duitse taal. Uiteindelijk bleven vooralsnog ca. 1.100.000 Duitsers in de gebieden ten oosten van de Oder en Neisse achter. Met name in Opper-Silezië; de meeste Duitsgezinde Poolstaligen die in Mazurië hadden mogen blijven, vertrokken eindelijk in de jaren zestig toch naar Duitsland.

### Hongarije
Op de Conferentie van Potsdam was door de geallieerde leiders besloten dat niet alleen de Duitsers die in Polen en Tsjecho-Slowakije woonden, maar ook de Duitstaligen in Hongarije naar Duitsland moesten verdwijnen. Van de 600.000 waren er 60.000 gevlucht. In Potsdam werd bepaald dat 23.000 anderen uitgewezen mochten worden. Dat in de akkoorden van Potsdam ook Hongarije genoemd werd kwam voor velen als een verrassing. Waar Polen en Tsjecho-Slowakije officieel aan de winnende kant van de oorlog stonden, was Hongarije als bondgenoot van nazi-Duitsland een verliezer en konden de Duitstalige Hongaren niet als gevaar of als landverraders worden aangewezen. De meeste Hongaren waren tegen de uitdrijvingen omdat zij de Duitstaligen, of beter gezegd de tweetaligen, als mede-Hongaren beschouwden, zeker als ze Hongaars spraken en nationaal de Hongaarse identiteit hadden aanvaard. Waar de Duitsers in Tsjecho-Slowakije en Polen gezien werden als existentiële politieke bedreiging voor de staat, kon dat voor de Hongaarse overheid, en ook voor de Roemeense, niet gelden omdat deze staten bondgenoten van Duitsland waren geweest. De Sovjet-Unie eiste daarmee in overeenstemming van Hongarije, als voormalige vijand, de levering van 40.000 dwangarbeiders. Roemenië moest er 75.000 leveren. Daarvoor werden dan weer wel vooral Duitstaligen aangewezen. Na verloop van jaren zouden veel overlevenden naar de Bondsrepubliek worden gestuurd. De Hongaarse Duitsers die mochten blijven moesten zich conformeren aan de nationale identiteit en kregen alleen formeel culturele rechten.
De belangrijkste reden voor het op de agenda zetten van het uitdrijven van Duitsers uit Hongarije tijdens de Conferentie van Potsdam lag dan ook elders: in Tsjecho-Slowakije. Al in 1943 had de Tsjecho-Slowaakse president in ballingschap Edvard Beneš de eis gesteld dat samen met de Duitsers ook de Hongaarstalige bevolking uit Slowakije verdreven moest worden. Hiervoor kreeg Beneš de steun van de Sovjet-Unie, maar nog niet van het Verenigd Koninkrijk en de Verenigde Staten. Dat verplichtte zijn regering natuurlijk aan de Sovjet-Unie en zij juichte de bevrijding door het Rode Leger toe in plaats van een bevrijding door de westelijke Geallieerden. De Amerikanen trokken zich onder deze druk weer terug tijdens hun opmars naar Praag. Door druk van de Sovjet-Unie werd er nu in Potsdam op de conferentie besloten tot het verdrijven van de Duitsers uit Hongarije, om alvast "ruimte te maken" voor de Hongaren die uit Slowakije verdreven zouden gaan worden. Uiteindelijk werd maar een deel (150.000) van de Slowaakstalige Hongaren uitgewezen omdat de Sovjet-Unie het van groter belang achtte dat beide landen geen vijanden zouden gaan worden, nu zij beiden partners in het Warschaupact werden en daarbinnen elkaar (onder Sovjet-regie) schatplichtig zouden moeten blijven.
De eerste groepen Duitstaligen vanuit Hongarije vluchtten al op 19 januari 1945 uit de dorpen rond Boedapest, onder wie de familie van Joschka Fischer. Daarna zouden degenen die zich tijdens de oorlog als nationaalsocialisten hadden georganiseerd, als eersten worden uitgewezen. Dat was weliswaar een geobjectiveerde strafmaatregel, maar in de praktijk was het praktischer als hele dorpsgemeenschappen werden uitgewezen om zo nieuwe woonplaatsen vrij te krijgen voor Hongaren uit Slowakije. Zo moesten in juli 1945 ongeveer 120.000 Duitstaligen hun woonplaatsen en bezittingen achterlaten. Niet allen werden over de grens gezet. De Sovjet-Unie eiste van Hongarije de levering van arbeidskrachten als compensatie voor de verwoestingen die het Hongaarse leger als bondgenoot van Duitsland had aangericht en de Hongaarse regering wees daarvoor vooral Duitstalige Hongaren aan. Degenen die deze dwangarbeid overleefden, werden uit de Sovjet-werkkampen in de jaren vijftig naar Duitsland gestuurd. In totaal zijn 55.000 Volksduitsers tijdens vlucht, deportatie en uitwijzingen omgekomen. Uiteindelijk waren er in juni 1948 nog 280.000 in Hongarije overgebleven. Hoewel zij formeel culturele rechten behielden, was de publieke opinie afwijzend tegenover het gebruik van de Duitse taal en sindsdien zijn de Duitstaligen in toenemende mate verhongaarst, vaak inclusief hun familienamen.

### Roemenië
Van de bijna 800.000 Duitstaligen in Roemenië was er tijdens de oorlog al een deel door Duitsland geëvacueerd. In 1944 waren er nog 600.000 over en van dezen zouden er uiteindelijk 400.000 overblijven, na vlucht en uitwijzing. Roemenië moest aan de Sovjet-Unie, als straf voor zijn bondgenootschap met Duitsland, een contingent dwangarbeiders leveren. Daarvoor werden voornamelijk Duitstaligen uitgekozen, maar ook de nieuwe Roemeense regering interneerde een groot aantal van hen in binnenlandse werkkampen. Onder deze omstandigheden kwamen velen (ca. 100.000) om. Roemenië was vervolgens wel het enige Oostblokland waar de Volksduitsers als minderheid erkenning behielden met een eigen onderwijsstelsel en culturele instellingen. Het Ceaușescu-bewind 'verkocht' enkele tienduizenden van zijn Duitstalige staatsburgers aan de Bondsrepubliek. Na aanvankelijk verval van hun staatsburgerlijke rechten, kregen de bijna 400.000 Roemeense Duitsers deze in 1956 terug. Als enige Duitstalige minderheid in het Oostblok kregen zij ook culturele rechten (zie Zevenburger Saksen). De Duitstalige uit Roemenië vertrokken nobelprijsauteur Herta Müller beschreef de lotgevallen van deze bevolkingsgroep.
Na 1990 emigreerden overigens de meesten van deze achtergebleven Roemenië-Duitsers uit angst voor een hernieuwing van de Ceaușescu-terreur.

### Joegoslavië
Voor en tijdens de Tweede Wereldoorlog leefden er in Joegoslavië Duitstalige minderheden in delen van Slovenië en Kroatië en in die delen van Servië die grensden aan Hongarije en Roemenië (de Vojvodina en het Banat). In totaal ging het hier om 500.000 mensen. De verdeling, in 1941, van Joegoslavië over de nieuwe staat Kroatië, Groot-Duitsland (noordelijk deel van Slovenië), Italië (zuidelijk deel van Slovenië en delen van Dalmatië), Hongarije (westelijk deel van de Vojvodina) had de Duitse, en overigens ook de Hongaarse, minderheden onder verschillende regimes en de collectieve beschuldiging van 'collaboratie met de bezetter' heeft dan ook betrekking op een grote variatie van gecompliceerde verhoudingen met, inderdaad, de bezettende staten. En met hun onderlinge Duits-Italiaans-Hongaarse bondgenotenrelaties. Na 1945 werden de Volksduitsers uit al deze gebieden door de Joegoslavische partizanenregering verdreven. Deels waren zij al op de vlucht naar Oostenrijks gebied. Degenen die achterhaald werden of in hun woongebied achterbleven, werden naar werkkampen gedeporteerd, waar zij onder zodanig slechte omstandigheden hun uitwijzing moesten afwachten dat velen (meer dan 58.000) het niet overleefden. Grote aantallen moesten als arbeidskrachten aan de Sovjet-Unie geleverd worden en de overlevenden uit de Sovjet-kampen kwamen pas in de loop van de jaren vijftig vrij om vervolgens naar Duitsland uitgewezen te worden. De behandeling van de Joegoslavië-Duitsers was harder dan die van hun lotgenoten in Hongarije en Roemenië omdat zij hadden gecollaboreerd met de Duitse bezetter, terwijl de buurstaten Duitse bondgenoten waren geweest (zie ook etnische zuivering).

### Litouwen
Het Memelland, een deel van Oost-Pruisen dat in 1919 was toegewezen aan en in 1923 geannexeerd door Litouwen, werd in 1939 geannexeerd, zo men wil gereannexeerd, door Duitsland, kort voor het uitbreken van de Tweede Wereldoorlog. In het Molotov-Ribbentroppact was bepaald dat het resterende deel van Litouwen geannexeerd zou worden door de Sovjet-Unie en dat de kleine Duitstalige minderheid daar kon uitwijken naar Duitsland.
Het Memelgebied werd na de oorlog, samen met het overige noorden van Oost-Pruisen, door de Sovjet-Unie geannexeerd. Alleen het Memelland werd weer bij de Sovjetrepubliek Litouwen gevoegd. De meeste Memellanders – deels Duits- en deels Litouwssprekenden – vluchtten al in de herfst van 1944 voor de Sovjet-invasie naar Duitsland. Zij waren de eerste Duitse staatsburgers die voor het Sovjetleger vluchtten. In 1945 werden ze vervangen door Litouwers en inwoners uit andere Sovjet-staten. Een aantal van de Memellanders werd ingehaald door de Sovjet-troepen en teruggestuurd. Na de voorlopige Verdrag van Potsdam riep de Sovjet-Unie in de zomer de Memellanders die intussen in het westen van Duitsland waren aangekomen op om terug te keren. Een aantal ging daarop in maar raakte in de problemen als bleek dat hun huizen inmiddels waren bezet door Russen.
Een aantal Oostpruisische kinderen, die hun ouders waren kwijtgeraakt en door de bossen aan het zwerven waren gegaan, wolfskinderen, vonden bij Litouwse boeren als werkkracht onderdak. Andere kinderen werden ondergebracht in kindertehuizen en kregen een Russische of Litouwse identiteit. Een groot aantal werden in de jaren vijftig achterhaald door het Rode Kruis en in overeenstemming met de Sovjet-autoriteiten naar overgebleven familieleden in Duitsland gebracht.

### Nederland
In september 1946 werd door de Nederlandse regering de Operatie Black Tulip gestart. Deze had ten doel ongeveer 25.000 Duitsers, waarvan de meesten hier al lang voor de Tweede Wereldoorlog woonden en een gezin hadden, het land uit te zetten. Na veel kritiek, waaronder van de westelijke geallieerden en de Katholieke Kerk in Nederland (kardinaal De Jong) werd de operatie al snel afgeremd en uiteindelijk stopgezet. In totaal zijn er 3691 Duitsers gedeporteerd.

### Tsjecho-Slowakije

#### Voorgeschiedenis

Verspreiding van Sudeten-Duitsers over Tsjechië.
Gebieden met een Duitse bevolking boven 90 % van het totaal. De hoofdstad Praag had ook een aanzienlijke Duitse minderheid vanaf de Middeleeuwen tot de bloedige opstand bij de nadering van de Sovjettroepen, waarin zij het slachtoffer werd van massa-executies.

Al vanaf de 12e eeuw vestigden zich grote groepen Duitstaligen in Bohemen en Moravië, twee van de landen die tegenwoordig onderdeel zijn van Tsjechië. Zij ontgonnen vanuit Saksen en Franken de onbevolkte bergachtige bosgebieden langs de grenzen. Ze noemden zichzelf Duitse Bohemen ('Deutschböhmen') en werden pas veel later, in de 20ste eeuw, Sudeten-Duitsers genoemd naar de voornaamste bergketen die de Tsjechische gebieden omsluit: de Sudeten. Acht eeuwen lang zouden zij in deze streken, langs de noordelijke, westelijke en zuidelijke grens van het huidige Tsjechië, de bevolking vormen. Doordat Duitstaligen ook de eerste stedelijke vestigingen ontwikkelden en de meeste steden een Duitstalig patriciaat kregen, ontstonden ernstige wrijvingen met de Tsjechen die in het begin van de 15de eeuw tot gewelddadigheid leidden. In de meeste steden, behalve die in de grensgebieden, werden Duitstaligen toen verdreven tijdens de revolutionaire machtsovernamen door de Hussieten. Na de gewelddadige onderwerping van Tsjechisch-nationale en anti-katholieke partijen in 1629, kreeg het koninkrijk Bohemen, waartoe ook Moravië behoorde een Habsburgse soeverein. Onder het nieuwe gezag herstelde zich de Duitstalige invloed, hoewel nu vooral gevoed vanuit Oostenrijk en Beieren. Een derde deel van de totale bevolking, vooral in de steden en de randgebieden, zou in de 19de eeuw Duitstalig blijken te zijn.
Al in 1918, toen na de val van het Habsburgse Rijk een nieuwe staat Tsjecho-Slowakije gesticht werd, hadden de politici van de inmiddels Sudeten-Duitsers genoemde minderheid geprotesteerd tegen opname van de door hen bewoonde gebieden in een nationale staat Tsjecho-Slowakije. De meerderheid van deze bevolkingsgroep van ruim drie miljoen mensen, wilde staatkundig deel blijven uitmaken van Duits-Oostenrijk. De betrokken gebieden vormden een zodanig economisch geïntegreerde eenheid en daarnaast in militair-strategisch opzicht een verkeers-geografisch geheel dat de geallieerde grote mogendheden hun samenhang ook in bestuurlijk en politiek opzicht wilden bewaren. Ondanks enkele mogelijke uitzonderingen waarmee sommige Duitstalige regio's aan Duitsland en Oostenrijk toegewezen hadden kunnen worden, besloten zij in het Verdrag van Saint-Germain in 1919 om de gebieden toch in hun geheel aan Tsjecho-Slowakije toe te wijzen. Bij de Tsjecho-Slowaakse grondwet in 1920 kregen de minderheden, voornamelijk de Duitstaligen en de Hongaarstaligen, rechten, zoals in gemeenten waar zij meer dan 20% van de bevolking uitmaakten het recht op onderwijs in de eigen taal. In gemeenten waar zij meer dan de helft uitmaakten, was het openbaar bestuur tweetalig.
In de jaren 20 hadden een aantal Sudeten-Duitse politieke partijen grote invloed in de Tsjecho-Slowaakse politiek en traden sommigen zelfs toe tot de regering. De conservatieven en nationalisten wilden echter geen bestuurlijke en politieke verantwoording op zich nemen en zij werden in die houding 'gesteund' door de Tsjechische nationalisten die regeringsdeelneming van 'Duitsers' afwezen. Aan het begin van de jaren 30 kregen, als gevolg van de economische crisis die vooral het Sudetenland trof, echter de Duitse nationalisten een grote aanhang. Het contrast tussen de massale werkloosheid in het Sudetenland en de succesvolle werkgelegenheidspolitiek van de nationaalsocialisten in Duitsland was zeer groot, en veel werkloze Sudeten-Duitsers zochten en vonden over de grens werk. De nationalisten zochten steun bij de Nationaalsocialistische Duitse Arbeiderspartij (NSDAP) en in 1933 werd de Sudeten-Duitse Partij (SdP) opgericht door Konrad Henlein. In de verkiezingen van 1935 stemde 65% van de Sudeten-Duitsers op de SdP. In de volgende jaren groeide de populariteit van de SdP nog sterker, maar eerst moest de Anschluss van Oostenrijk door nazi-Duitsland als voorwaarde verwerkelijkt worden. De rol van die Sudeten-Duitsers die zich tegen annexatie hadden uitgesproken, meest socialisten en communisten, was daarna uitgespeeld. Een aantal van hun leiders ging in ballingschap. Op 15 september 1938 stelde partijleider Henlein dat de (door hem en zijn partijgangers veroorzaakte) crisis waarin Tsjecho-Slowakije verkeerde, noodzaakte om Duitsland te vragen in Sudetenland orde op zaken te komen stellen. Onder die dreiging werd op 29 september het Verdrag van München tussen Engeland, Frankrijk en Duitsland gesloten en dat verdrag stond Duitsland toe om het Sudetenland te annexeren. Het militair onverdedigbare restant van Tsjechië viel nu ten prooi aan Duitsland dat het inrichtte als protectoraat Bohemen en Moravië.
Het verzet van de Tsjechen tegen de nationaalsocialisten in het bijzonder en vervolgens tegen alle Duitstaligen, werd georganiseerd tijdens de bezetting van het Protectoraat. De moord op de nazileider Reinhard Heydrich leidde tot wraakacties door de Gestapo, die om een intimiderend voorbeeld te stellen de dorpen Ležáky en Lidice plat brandde en de bewoners executeerde. Geheel anders lagen de zaken in Slowakije dat zich staatkundig had verzelfstandigd en nu een bondgenoot van Duitsland was. In dit deel van de staat, had zich sinds 1919 een toenemende oppositie tegen de dominantie van “Praag” ontwikkeld in een brede afscheidingsbeweging, die onder leiding van de fascist Hlinka en met Duitse hulp in 1939 tot de oprichting een onafhankelijke republiek leidde. Alleen Italië, Hongarije, Roemenië en Kroatië erkenden deze staat. De Duitse minderheid in dit verkleinde Slowakije verkreeg voorrechten en hun instellingen werden onder toenemende controle van Berlijn geplaatst. Het door Hongaren bewoonde zuidelijke deel werd aan Hongarije toegewezen.

#### Verdrijvingen

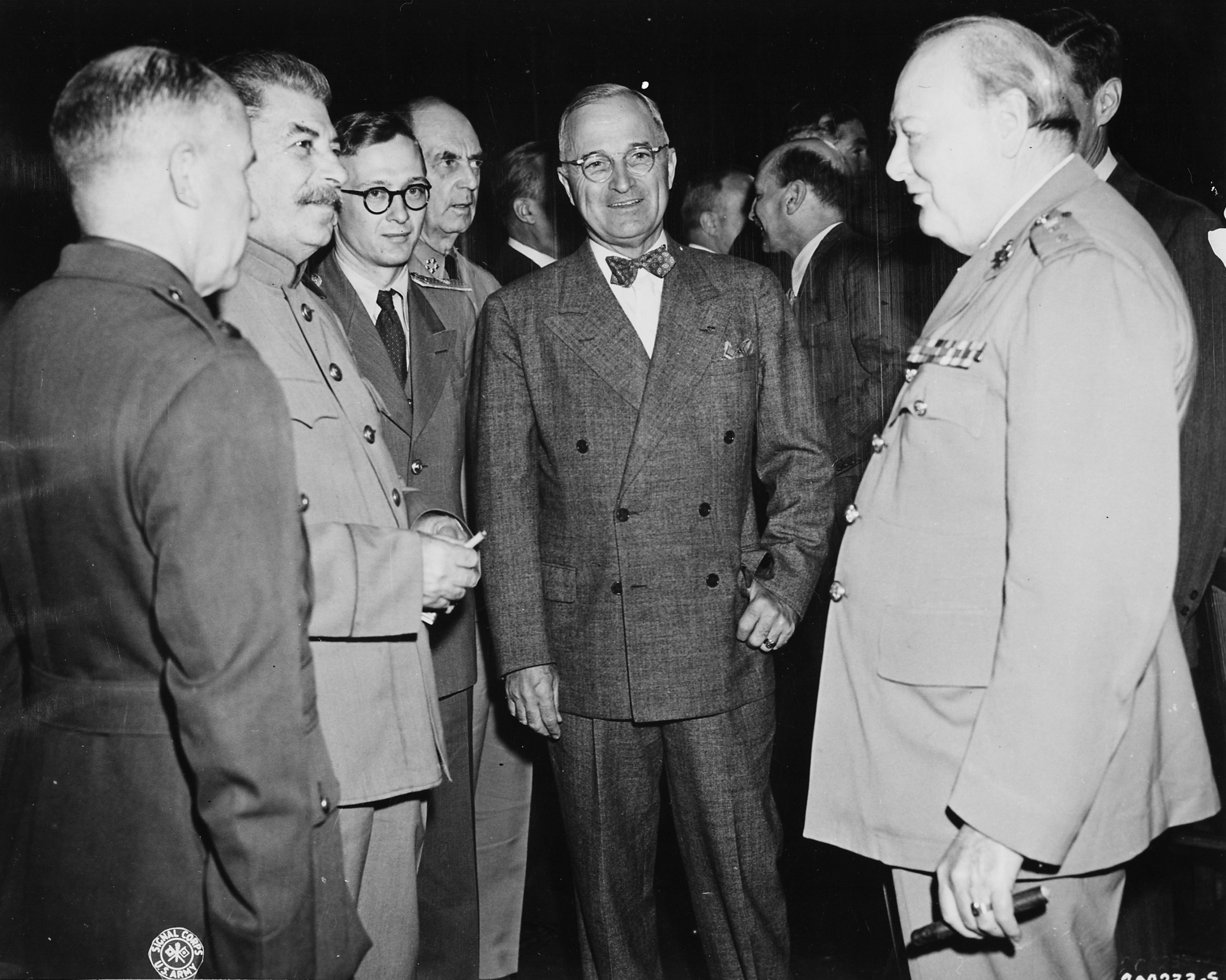
De Conferentie van Potsdam met Jozef Stalin, Truman en Churchill

Tijdens de Tweede Wereldoorlog bevond de Tsjecho-Slowaakse (eigenlijk Tsjechische) regering in ballingschap zich in Londen. Haar president Edvard Beneš, zag het als een eenmalige historische kans om na een Duitse nederlaag zijn land definitief van alle Duitsers te zuiveren en tot een nationale Tsjecho-Slowaakse staat in zuivere zin te herscheppen. In de toen ontwikkelde en in maart 1945 afgekondigde Beneš-decreten werden de minderheden van hun bezit onteigend, werd hun staatsburgerschap ingetrokken en moesten ze zich voor deportatie over de landsgrenzen aanmelden. Het betrof dan de Duitsers in Bohemen, Moravië en Tsjechisch Silezië, maar ook de Hongaren in zuidelijke gebieden van Slowakije. In eerste instantie waren de westelijke geallieerde landen daar niet voor. Een Sudeten-Duitse regering in ballingschap in Londen, bestaande uit gevluchte sociaaldemocraten, wilde tezamen met de Tsjechen aan een nieuwe staat werken, maar zij werden uiteindelijk door Beneš en zijn ministers afgewezen en vormden geen partij meer in het diplomatieke proces. Uiteindelijk gaf Sovjet-leider Stalin de doorslag door zonder concessies zijn medewerking aan de etnische zuivering te verlenen. Later zou hij daarop terugkomen wat betreft de Slowaakse Hongaren. Dit, om Hongarije niet van zich te vervreemden. De Beneš-regering moest haar verlangen naar een etnisch zuivere staat, althans een staat zonder Duitsers, uiteindelijk betalen met het toestaan van een geleidelijke machtsovername door de communisten. Op 5 april 1945 behield de Tsjecho-Slowaakse voorlopige regering zich het recht voor om het Tsjecho-Slowaaks burgerschap af te nemen van Duitstalige en Hongaarstalige inwoners en dat gold ook Duitstalige joden die uit de concentratiekampen terugkeerden. Het eerdere principe van de exil-regering in Londen dat Sudeten-Duitsers die niet bij de SdP aangesloten waren geweest, het recht hadden te blijven, werd versmald tot alleen zij die aantoonbaar verzet hadden gepleegd tegen de Duitse bezetters. Na de communistische machtsovername zou dat nogmaals beperkt worden tot Duitstaligen die een communistisch partijlidmaatschap vóór de annexatie en bezetting (1939) konden aantonen en daarmee hun oorspronkelijke staatsburgerschap van, wat nu in gewijzigde naamgeving Tsjecho-Slowakije heette, mochten behouden. In de nadere uitwerking kwam het erop neer dat zij het land vrijwillig konden verlaten met medeneming van hun bezittingen, behalve uiteraard de onroerende. De meesten gingen naar de DDR (toen nog de Sovjetzone van Duitsland). Voorlopig kregen 90.000 specialisten, Duitstaligen en hun gezinnen nog geen uitreispapieren omdat zij nodig waren bij het in stand houden van de nu verlaten industrieën van het Sudetenland. Na hun vervanging door Tsjechische specialisten zouden zij in de jaren vijftig alsnog uitgezet worden.
Tot de Conferentie van Potsdam was er sprake van "wilde verdrijvingen" door Tsjechische militie, die voor de Conferentie van Potsdam de bevolking in de grensgebieden uit hun huizen en de grens over dreef, en hun bezit in beslag nam. Dat betrof ongeveer een derde - 700.000 tot 800.000 - van de Duitstaligen. Tijdens deze "wilde verdrijvingen" kwamen de meeste daarbij betrokken Sudeten-Duitsers in de Sovjetzone terecht. Op 24 februari 1946 begonnen de "officiële" verdrijvingen uit Tsjecho-Slowakije. Hierbij wordt uitdrukkelijk over Duitstaligen gesproken, want tweetaligen kregen de mogelijkheid om zich als Tsjech te laten registreren en hun Tsjechisch staatsburgerschap te laten herbevestigen. In eerste instantie werden 2.400 Duitsers per dag per trein naar de Amerikaanse bezettingszone in Duitsland gestuurd, maar dit aantal werd al snel opgeschroefd en vanaf de zomer werd er ook naar de Sovjetzone gedeporteerd. Tot 30 september 1946 was een totaal van bijna 1,7 miljoen Duitsers bereikt. Volgens de gegevens van het Tsjecho-Slowaakse ministerie van binnenlandse zaken zijn er in totaal 2.165.135 Duitsers verdreven. Bij dit aantal zijn de omgekomen slachtoffers van de “wilde verdrijvingen”, die in hun woongebied waren begraven, niet meegerekend. De meesten van de 300.000 in 1948 overgebleven, maar wel van hun staatsburgerschap ontheven, Duitstaligen zijn op den duur ook geëmigreerd naar Duitsland, wanneer dat hun werd toegestaan, want een groot aantal industriële specialisten moest blijven om de fabrieken en hun productie gaande te houden. Inmiddels tweetalig geworden Duitsers konden een verzoek tot naturalisatie indienen maar slechts een minderheid maakte daarvan gebruik. In totaal zijn volgens een schatting uit 1958 van het Statistisches Bundesamt 275.000 Tsjecho-Slowaakse Duitstaligen omgekomen, op de vlucht, in internering, in moordpartijen of standrechtelijke executies. Tsjecho-Slowaakse bronnen erkennen als slachtoffer alleen enkele tienduizenden die door Tsjechische milities in het voorjaar en de zomer van 1945 werden geëxecuteerd, vanwege gepleegde of toegeschreven misdaden tegen de Tsjechische bevolking tijdens de annexatie van Sudetenland en de bezetting van Bohemen en Moravië in de jaren 1939-1945, of vanwege verondersteld verzet en sabotage tijdens de bevrijding in het voorjaar van 1945. Een standrechtelijke geïmproviseerde rechtsgang was daar in veel gevallen aan voorafgegaan. Soms waren geruchten van gewapend verzet door ondergedoken SS-ers en zogenoemde weerwolven aanleiding geweest om razzia's en massa-executies te organiseren. Een jaar na deze chaotische periode werden de militieleden en ook vrijwilligers die de executies hadden voltrokken door de nieuwe Tsjecho-Slowaakse regering gevrijwaard van aanklachten en eventuele veroordeling.

## De omgekomenen bij vlucht, verdrijving, internering en uitwijzing

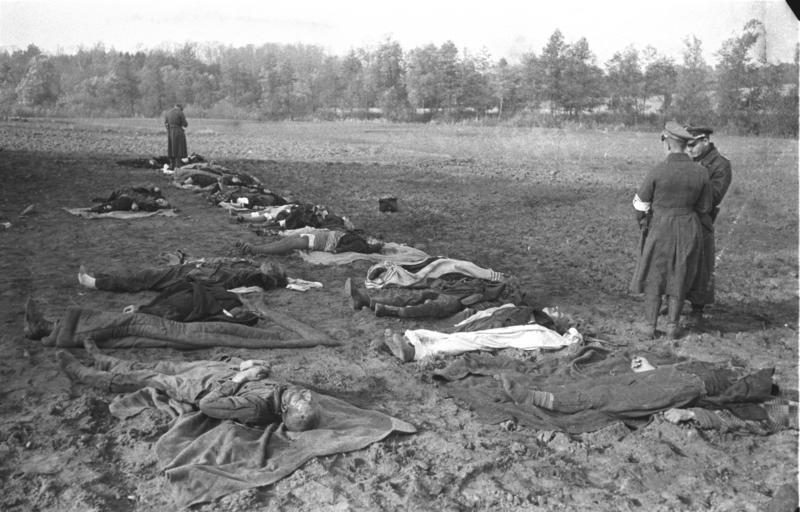
Lijken van vermoorde Duitse burgers te Nemmersdorf

Het kritisch nagaan van de geschiedenis van de verdrijvingen wordt bemoeilijkt door het gebruik van politiek-correcte begrippen. In de staten die mede verantwoordelijk zijn voor verdrijvingen, worden ze aangeduid met eufemismen als 'migratie', ‘evacuatie’, ‘emigratie’ of ‘repatriëring’ (terugkeer naar huis), ‘reallocatie’ (verplaatsing) of ‘verwijdering’ (Engels: removal), waarmee zakelijkheid en legitimiteit gesuggereerd worden, vaak in de impliciete context van een uitwijzing die slechts vreemdelingen en kolonisten zou betreffen, en niet een zuivering van autochtonen. De westelijke geallieerden hadden in officiële publicaties voorkeur voor de meer neutrale term ‘transfer’ (overbrenging) om de verdrijving van deze bevolkingsgroepen aan te geven. In West-Duitsland werd daar tegenover gesproken van ’Flucht und Vertreibung’ in een emotionele context totdat in de jaren zeventig het onderwerp werd toegeschreven aan de agenda van conservatief en extreem rechts. Nieuwe studies hielden gaandeweg op, om in de jaren negentig weer te herleven in discussies met Tsjechische en Poolse onderzoekers. In de DDR was het onderwerp vanaf het begin taboe. De verdrevenen werden hier aangeduid als 'Neusiedler' (nieuwkomers, nl. in nieuwe stadswijken en dorpen) en hen was verboden te publiceren en zich te organiseren.
Naar schatting vluchtten in de eerste drie maanden van 1945 vijf miljoen mensen in zogenoemde Trecks (karavanen), georganiseerd per dorp, voor het Sovjet-leger uit, dat door plundering, verkrachting en willekeurige executies de bevolking in een panische angst bracht. Nazi-autoriteiten verboden vooralsnog de bevolking om te vertrekken omdat zij zich tot de laatste man en vrouw diende te verzetten of heldhaftig ten onder moest gaan. Hierdoor kwamen de per dorp georganiseerde karavanen ('Trecks') pas op gang nadat de autoriteiten zelf de benen hadden genomen. Inmiddels brak een algehele chaos uit. Na doortocht van het Sovjet-leger volgde dan incidenteel een gewelddadige verdrijving van de bevolking die dicht bij de (nieuw te trekken) grenzen woonde, door nationale, met name Poolse en Tsjechische, milities. Daarmee werden bevolkingsvrije zones langs de nieuwe Oder-Neissegrens met Duitsland geschapen die beter te controleren waren en een voldongen feit stelden in de discussie over een nieuwe geografische grensafbakening tussen Duitsers, Polen en Tsjechen. Voorlopig bleven nog zeven miljoen mensen achter totdat hun planmatig georganiseerde uitwijzing plaats kon vinden met toestemming van de geallieerden, nadat hierover in Potsdam afspraken waren gemaakt. Hun afvoer nam vanaf de zomer van 1945 nog ruim drie jaar in beslag en verliep met afgesproken contingenten in spoorwagons naar de geallieerde bezettingszones. Soms moesten de transporten worden opgeschort na protest van de westelijke geallieerden als zij bij aankomst op de eindbestemmingen te veel verhongerden en overledenen aantroffen. Op voorwaarde dat de gedeporteerden met voedsel voor enkele dagen en niet in zwaar zieke en stervende omstandigheden op transport zouden worden gezet, kwamen de treinen weer op gang totdat de laatste in 1948 het massale proces afsloten. Daarna ging het incidenteel met kleinere aantallen mensen in het kader van familiehereniging nog geruime tijd verder tot aan het einde van jaren vijftig.
De aantallen omgekomen slachtoffers zijn nog steeds een punt van discussie, waar de betrokken landen menen dat alleen als slachtoffer zouden kunnen gelden: standrechtelijk wegens verzet tegen de nieuwe autoriteiten geëxecuteerden en in straatgeweld vermoorden. Hoe men dat ook wil kwalificeren, vast staat dat tussen eind 1944 en eind 1948 ruim 2 miljoen Duitse staatsburgers uit de door Polen en de Sovjet-Unie geannexeerde Duitse provincies, en Duitstaligen (Volksduitsers) uit de andere Midden-Europese staten zijn verdwenen. Velen kwamen om als direct gevolg van oorlogshandelingen: doelbewuste luchtbombardementen op de vluchtelingencaravanen ('Trecks') of het artillerievuur waarin zij in de frontzones terechtkwamen. Bevriezing en verdrinking tijdens de vlucht, die bij temperaturen van onder de -20 °C en voor een deel over zee, plaatsvond, was een veel voorkomende doodsoorzaak (zie als voorbeeld SS Gustloff). Dit trof ouden van dagen, vrouwen en kinderen in de eerste plaats doordat de meeste dienstplichtige mannen op dat moment onder de wapenen waren aan het oostfront, waar zij, voor zover zij het overleefden, krijgsgevangen zouden worden gemaakt. De na de zomer van 1945 nog af te voeren achtergeblevenen, werden voorlopig geïnterneerd in getto’s of kampen, en moesten daar in zodanig slechte leefomstandigheden verblijven dat velen er voor hun uitwijzing het leven lieten door uitputting, epidemieën, verhongering, onbehandelde ziekten en ook door strafexecuties. Vrouwen en meisjes werden vaak slachtoffer van massaverkrachtingen tijdens de intocht van het Sovjet-leger.
Een miljoen Duitse militairen afkomstig uit de betrokken gebieden, kwam om aan het front in de eindfase van de oorlog, en evenzovelen werden in Sovjet-krijgsgevangenschap genomen. Van die laatsten overleefden twee op drie en dezen werden in de loop van de jaren vijftig naar Duitsland uitgewezen. Strikt genomen kunnen omgekomen militairen, krijgsgevangenen inbegrepen, niet als verdrijvingsslachtoffers gelden en daarom moeten zij in ieder geval van het maximum van 2,5 miljoen afgetrokken worden, waarmee het aantal omgekomenen tot 1,5 miljoen bijgesteld kan worden. In de betrokken staten worden de aantallen, zowel van de verdrevenen als van de slachtoffers onder hen, zeer veel lager gesteld en in Duitsland zijn zij sinds de jaren zeventig op de politieke en wetenschappelijke agenda's geen politiek correct onderwerp meer.
De discussie over de slachtoffer-categorisering en de werkelijke toedracht waaronder zij het leven lieten is in de periode van de Koude Oorlog vertroebeld door de actuele politieke tegenstellingen en de nationale belangen van waaruit de verschillende partijen elkaar van propaganda beschuldigden. Maar ook na 1990 kwam een objectieve discussie niet op gang en nog steeds blijft ze verduisterd door nationale emoties en uit angst voor volkenrechtelijk te funderen aanspraken op achtergelaten en ontvreemd bezit. De betrokken staten weigerden in het Verdrag van Lissabon (13 december 2007) de paragrafen te ondertekenen waarin een dergelijke schadeloosstelling in de ontwerptekst zou worden gegarandeerd aan slachtoffers van etnische zuiveringen in het verleden.
Een overzicht per gebied:
| Gebied              | Vluchtelingen en gedeporteerden | Doden en vermisten | Achtergebleven |
| ------------------- | ------------------------------- | ------------------ | -------------- |
| Oostelijk Duitsland | 6.944.000                       | 1.225.000          | 1.101.000      |
| Tsjecho-Slowakije   | 2.921.000                       | 267.000            | 250.000        |
| Overige landen      | 1.865.000                       | 619.000            | 1.294.000      |
| Totaal              | 11.730.000                      | 2.111.000          | 2.645.000      |

Deze cijfers vindt men in de gangbare studies; zij geven het totaal aan van de bevolking van de oostelijke provincies van Duitsland (Pommeren, Silezië en Oost-Pruisen, Danzig inbegrepen), en van de Duitstalige bevolking van Polen, Tsjecho-Slowakije, Hongarije, Roemenië en Joegoslavië. Nieuwere studies, zoals die van Van der Plank 2004 p. 538, betrekken er ook de Duitstaligen bij die in de Sovjet-Unie, de Baltisch Staten inbegrepen, leefden. Ook de inwoners van de huidige Oblast Kaliningrad (Königsberg in Ostpreußen) moeten bij de eerste tabelrij (oostelijk Duitsland) gerekend worden. Dat waren er omtrent een miljoen en het totaal komt dan op 8 miljoen. Dan wordt het tabeltotaal 12.375.000 overlevende verdrevenen en gevluchten, 2.545.000 omgekomenen en vermisten. 3.724.000 bleven in hun woongebieden achter, maar na 1950 emigreerden de meesten van deze achtergeblevenen alsnog naar het overgebleven Duitsland, met name uit Polen en Tsjecho-Slowakije. Na 1990 volgde een groot deel van de laatste achtergeblevenen en hun kinderen uit Rusland  en vooral uit Roemenië waar toen de meeste Duitstaligen (de Saksen uit Zevenburgen) verdwenen.

## DeVertriebenenin de Bondsrepubliek Duitsland

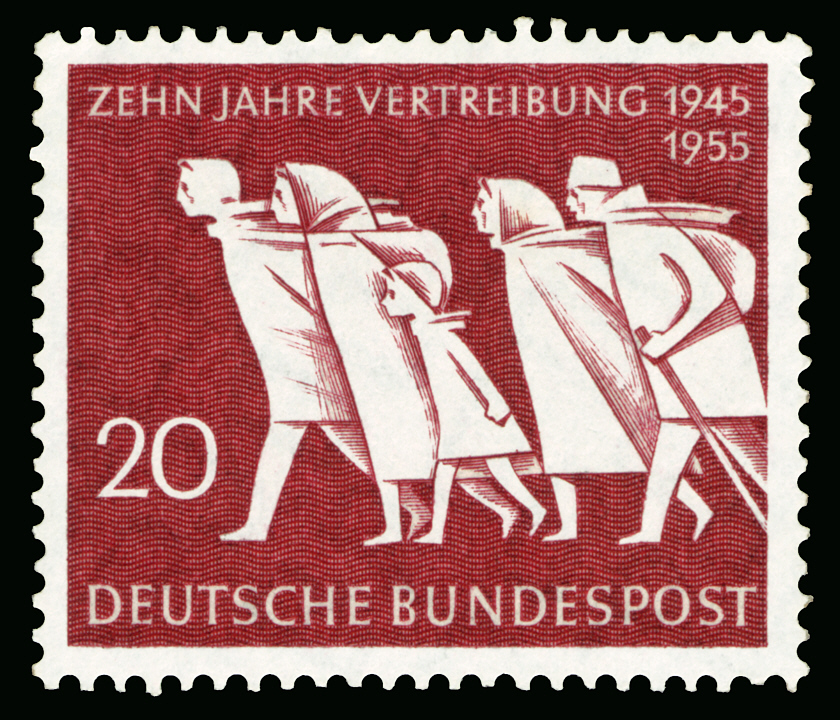
Duitse Postzegel

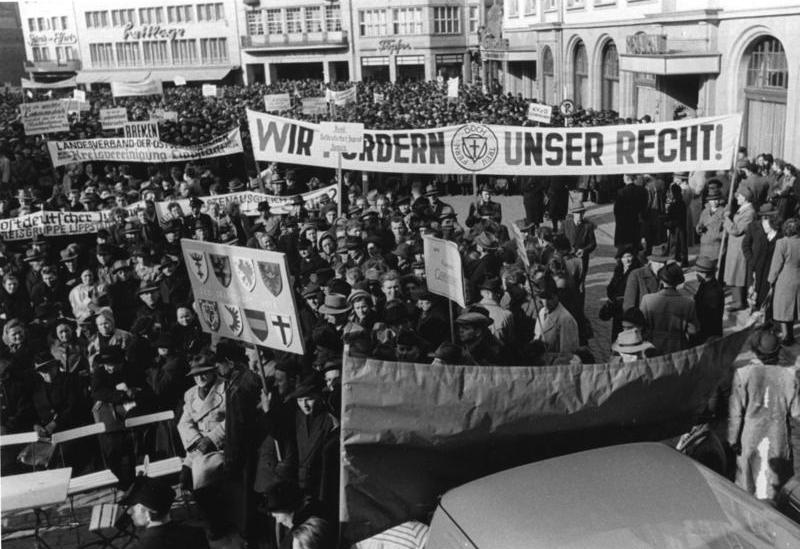
Betoging te Bonn in 1952

In de Bondsrepubliek Duitsland organiseerden de uit hun woongebieden verdrevenen en gevluchten zich in Vertriebenenverbände (per huidige deelstaat) en Landsmannschaften (regionale verenigingen per voormalig Duits gebied). In 1957 ontstond de overkoepelende Bund der Vertriebenen. In de communistische Duitse Democratische Republiek waren soortgelijke verenigingen verboden. Van de totale bevolking van Duitsland woonde vóór 1945 ruim een vijfde in de gebieden die in 1945 Pools waren geworden, of voor de oorlog tot een niet-Duitse staat behoorden, zoals Tsjecho-Slowakije, Hongarije, Joegoslavië en Roemenië. Veel huidige Duitsers hebben dus voorouders uit die gebieden.
Nadat de Bund der Vertriebenen langere tijd vooral het onrecht van de uitdrijving benadrukte, poogde de toenmalige voorzitster Erika Steinbach (sinds 1998) in discussie te komen met deze landen, wat deze echter afwijzen, uit angst voor aanspraken van de verdrevenen op hun voormalig bezit en een beroep op de universele mensenrechten, die in 1945 en volgende jaren met hun collectieve veroordeling en onteigening massaal geschonden zouden zijn.

## Herhuisvesting
Na de oorlog moesten vele Vertriebene aanvankelijk in noodbarakken, zoals in voormalige munitiedepots van het Duitse leger en zelfs wel in ontruimde werkkampen voor dwangarbeiders worden ondergebracht. Hun huisvesting verzwaarde de humanitaire problemen in het Duitsland van direct na de Tweede wereldoorlog. Enige plaatsen, waarvan Espelkamp in Noordrijn-Westfalen een treffend voorbeeld is, werden uitgebouwd tot Vertriebenenstadt. Veel andere Duitse steden en dorpen ondergingen na plm. 1949 uitbreidingen door de bouw van speciale Siedlungen (nederzettingen, wijken) voor deze migranten. Vaak zijn deze wijken nu nog te herkennen aan de straatnamen (genoemd naar de oorspronkelijke woonplaats of -streek). In veel gevallen is deze nieuwe huisvesting (mede) gefinancierd uit de Marshallhulp.
250.000 vluchtelingen kwamen in Denemarken aan via schepen die vooral uit Oost-Pruisen en Danzig waren vertrokken. De meesten werden naar Duitsland doorgestuurd maar 36.000 bleven achter in het voorheen militaire barakkenkamp Oksbøl. De Engelse bezettingsautoriteiten wilden ze daar houden omdat de huisvesting in Duitsland tot toenemende chaos leidde. Pas in 1949 werden ze in Duitsland toegelaten. 

## Organisatorische vormgeving van de herinneringscultuur
De tegenstand oproepende pogingen om een ‘museum voor de verdrevenen’ op te richten, bracht de Bondsregering in 2005 ertoe het initiatief over te nemen uit handen van de Bund der Vertriebenen. Zo ontstond het Dokumentationszentrum Flucht, Vertreibung, Versöhnung in Berlijn. In de discussie daartoe werd een geëiste verbreding tot alle verdrijvingen ter wereld als onwerkbaar afgewezen. Het onderwerp bleef de verdrijving van Duitsers uit Midden-Europa. Medewerking van de Midden-Europese staten en hun regeringen werd voorop gesteld, maar Tsjechië en Polen wezen dat af. Polen omdat het niet om ‘verdrijvingen’ zou gaan maar om ‘verhuizingen’. Het bestuur van het documentatiecentrum kwam te bestaan uit Duitse Bondsdagleden en ministerie-ambtenaren, evenals uit vertegenwoordigers van de Bund der Vertriebenen, van de Evangelische en de Katholieke kerk en van de Zentralrat der Juden. Een adviesraad werd samengesteld uit specialisten uit Duitsland, Amerika, Zwitserland, Tsjechië, Polen en Hongarije. Daarvan bedankten enkelen na enige tijd weer. De activiteiten betreffen een permanente tentoonstelling, aangevuld met tijdelijke thematentoonstellingen waarin ook de actualiteit met hedendaagse verdrijvingen wordt behandeld, en met filmvertoningen en  discussiebijeenkomsten. Op 23 juni 2021 opende het Dokumentationszentrum zijn deuren aan het Anhalter Bahnhof.

## Algemene literatuur (selectie)
- Schieder, T. e.a. (1953-1961) Dokumentation der Vertreibung der deutschen Bevölkerung aus Ost-Mitteleuropa, Bonn-Berlijn, 5 delen, samengesteld per land/regio
- Lemberg, E., F. Edding (1959) Die Vertriebenen in Westdeutschland, 3 delen, Kiel.
- diverse auteurs (1991-1994) Leidensweg der Deutschen im kommunistischen Jugoslawien, in 4 delen uitgegeven door de Arbeitskreis Dokumentation im Bundesverband der Landsmannschaft der Donauschwaben aus Jugoslawien, Sindelfingen, en door de Donauschwäbische Kulturstiftung, München.
- Urban T. (2004) Der Verlust Die Vertreibung der Deutschen und Polen im 20. Jahrhundert, München.
- Van der Plank, P.H. (2004) Etnische zuivering in Midden-Europa, Leeuwarden. (diss. RUG) Hoofdstuk VII.
- von Arburg, A. en Borodziej, W., e.a. (2007) Als die Deutschen weg waren: Was nach der Vertreibung geschah, Reinbek bei Hamburg (RoRoRo Verlag).
- Bognár Z. (ed.) (2011) "Malenkij Robot", oder die Massendeportation der Zivilbevölkerung aus Ungarn zur Zwangsarbeit in die Sowjetunion 1944-45, mit besonderer Rücksicht auf die wegen ihres Deutschtums Deportierten.